# Distrito de Tuamasaga
Tuamasaga es un distrito de Samoa, con una población (según el censo de 2001) de 83.191 habitantes. Está ubicado en el centro de Upolu. La superficie total del distrito es de 479 kilómetros cuadrados.
El título supremo de Tuamasaga es el título de Malietoa. Los nueve oradores mayores de Malie desempeñan un papel principal en la elección del título "Sostenedor de Malietoa". Dado que el distrito del Aiga-yo-le-Tai y el distrito de Fa’asaleleaga son dos equilibrios dominantes del Aiga SaMalietoa (clan de Malietoa), Malie debe consultar con Manono (capital del Aiga-yo-le-Tai) y Safotulafai (capital del Fa’asaleleaga) en la elección del Malietoa.
Una vez que se tome una decisión, la aldea de Afega, a través de los jefes Fata y Maulolo, debe conducir el proceso de la concesión a nombre del FaleTuamasaga (el parlamento de Tuamasaga). Históricamente, el FaleTuamasaga se encuentra en Afega en tiempos de guerra, mientras que se halla en Malie en tiempos de paz. Dado los papeles administrativos que consideran los jefes de Afega, Fata, Maulolo, y de Tuisamau, Afega la capital del distrito, y el lugar principal para el cual el Fale Tuamasaga se encuentre. Malie se considera el distrito y la capital nacional para el clan de Malietoa.
En este distrito se ubica la ciudad capital de Samoa, Apia. Posee además, dentro de la capital, el parlamento y el Puerto de Apia.
- Datos: Q1144482